# ホルモナリー・ユアーズ
『ホルモナリー・ユアーズ』（Hormonally Yours）は、1992年にリリースされたシェイクスピアズ・シスターの2枚目のスタジオ・アルバムである。

## 概要
- 先行シングル「ステイ」のヒットを受け、グループ初となる全英アルバムチャートTOP3入りを果たした。
- アルバム発売の翌年にメンバーの一人であるマーセラ・デトロイトが脱退、以後2019年にマーセラが復帰するまでの間はシヴォーン・ファーイのソロ・プロジェクトとして続いた。

## 収録曲
1. グッバイ・クルーエル・ワールド (Goodbye Cruel World)
2. アイ・ドント・ケア (I Don't Care)
3. 16回目の謝罪 (My 16th Apology)
4. アー・ウイ・イン・ラブ・イェット (Are We in Love Yet)
5. エモーショナル・シング　(Emotional Thing)
6. ステイ (Stay)
7. ブラック・スカイ (Black Sky)
8. トラブル・ウィズ・アンドレ (The Trouble With Andre)
9. ムーンチャイルド (Moonchild)
10. キャットウーマン (Catwoman)
11. レット・ミー・エンターティン・ユー (Let Me Entertain You)
12. ハロー (ターン・ユア・レディオ・オン) (Hello (Turn Your Radio On))